# Carter Pann
Carter Pann (La Grange, 21 febbraio 1972) è un compositore statunitense.

## Biografia
Carter Pann studiò composizione e pianoforte presso l'Eastman School of Music e l'Università del Michigan, ad Ann Arbor, dove conseguì il titolo di Dottore in Arti Musicali. Tra i suoi insegnanti figurano Samuel Adler, William Albright, Warren Benson, William Bolcom, David Liptak, Joseph Schwantner e Bright Sheng e il pianoforte con Barry Snyder.
Le sue opere sono state eseguite dalla London Symphony Orchestra, City of Birmingham Symphony Orchestra, Orchestra Sinfonica di Vancouver, National Repertory Orchestra, RTÉ Orchestra Sinfonica Nazionale, Syracuse Symphony, New York Youth Symphony, Chicago Youth Symphony, Metropolitan Youth Symphony Orchestra, la Haddonfield Symphony, Carolina Crown Drum e Bugle Corps e molte orchestre e gruppi universitari, tra gli altri. Ha anche ricevuto premi e riconoscimenti dall'American Academy of Arts and Letters, Masterprize, American Composers Orchestra, ASCAP, il K. Serocki Competition in Polonia, Zoltan Kodaly e Francois d'Albert Concours Internationales de Composition e una commissione per il concerto. per il clarinettista Richard Stoltzman.
Pann attualmente insegna composizione e teoria all'Università del Colorado a Boulder.

## Registrazioni scelte
- Antares
- Dance Partita
- Deux séjours
- Differences per violoncello e pianoforte
- Factories: Locomotive/Gothic/Mercurial/At Peace, per gruppo di fiati
- Hold This Boy and Listen
- Love Letters (2000)
- Piano Concerto
- Slalom, per orchestra sinfonica
- Soiree Macabre: with demons on the dance floor
- Symphony per Winds "My Brother's Brain"'
- The Bills, per pianoforte
- The Cheese Grater - A Mean Two-Step
- The High Songs
- The Mechanics, per quartetto di sassofoni
- The Piano's 12 Sides
- The Three Embraces
- Two Portraits of Barcelona
- Wrangler, per gruppo di fiati